# Promecotheca cyanipes
Promecotheca cyanipes es una especie de insecto coleóptero de la familia Chrysomelidae. Fue descrita científicamente en 1834 por Erichson. La especie es originaria del sur de Asia. En el catálogo del Museo Británico figura un ejemplar de la especie.